# Batalion ON „Przemyśl”

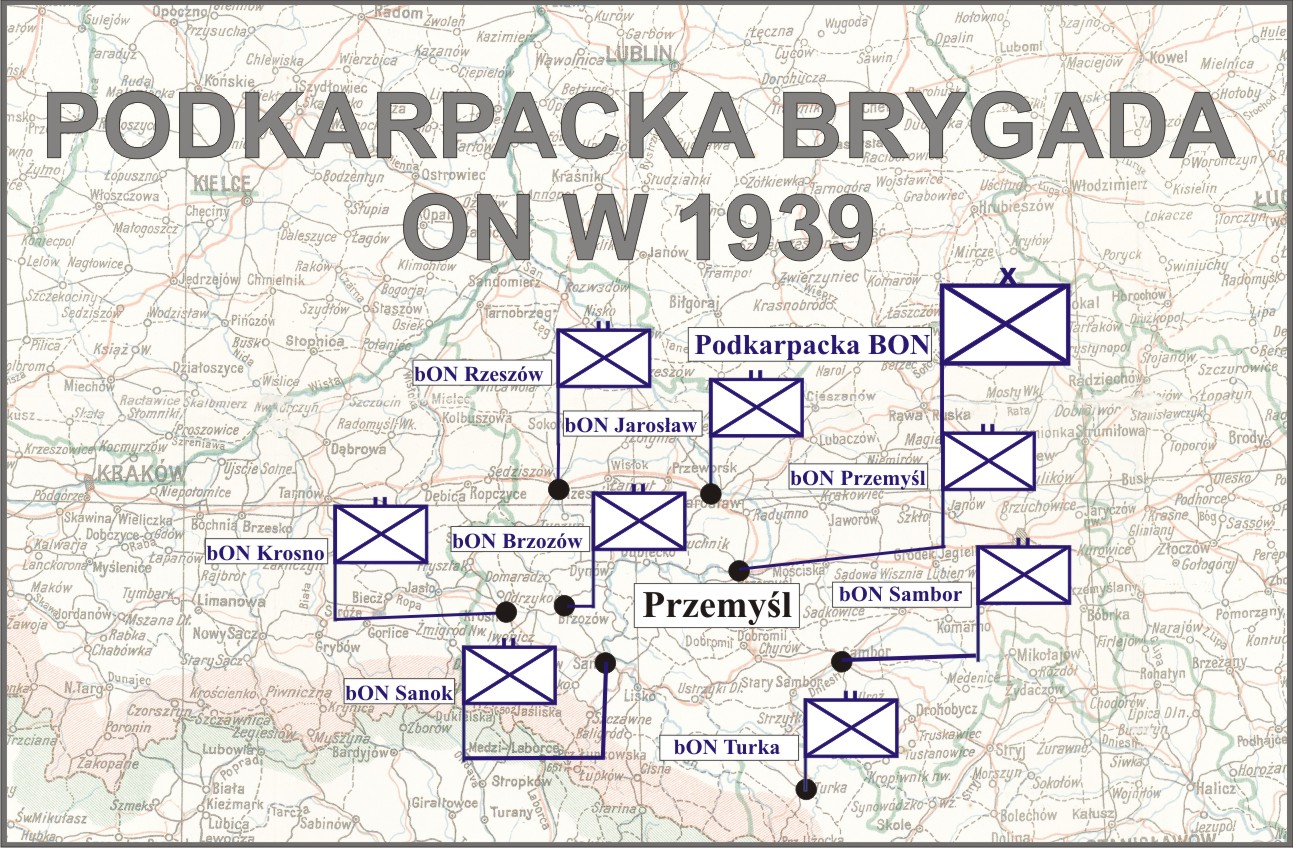
Podkarpacka Brygada ON

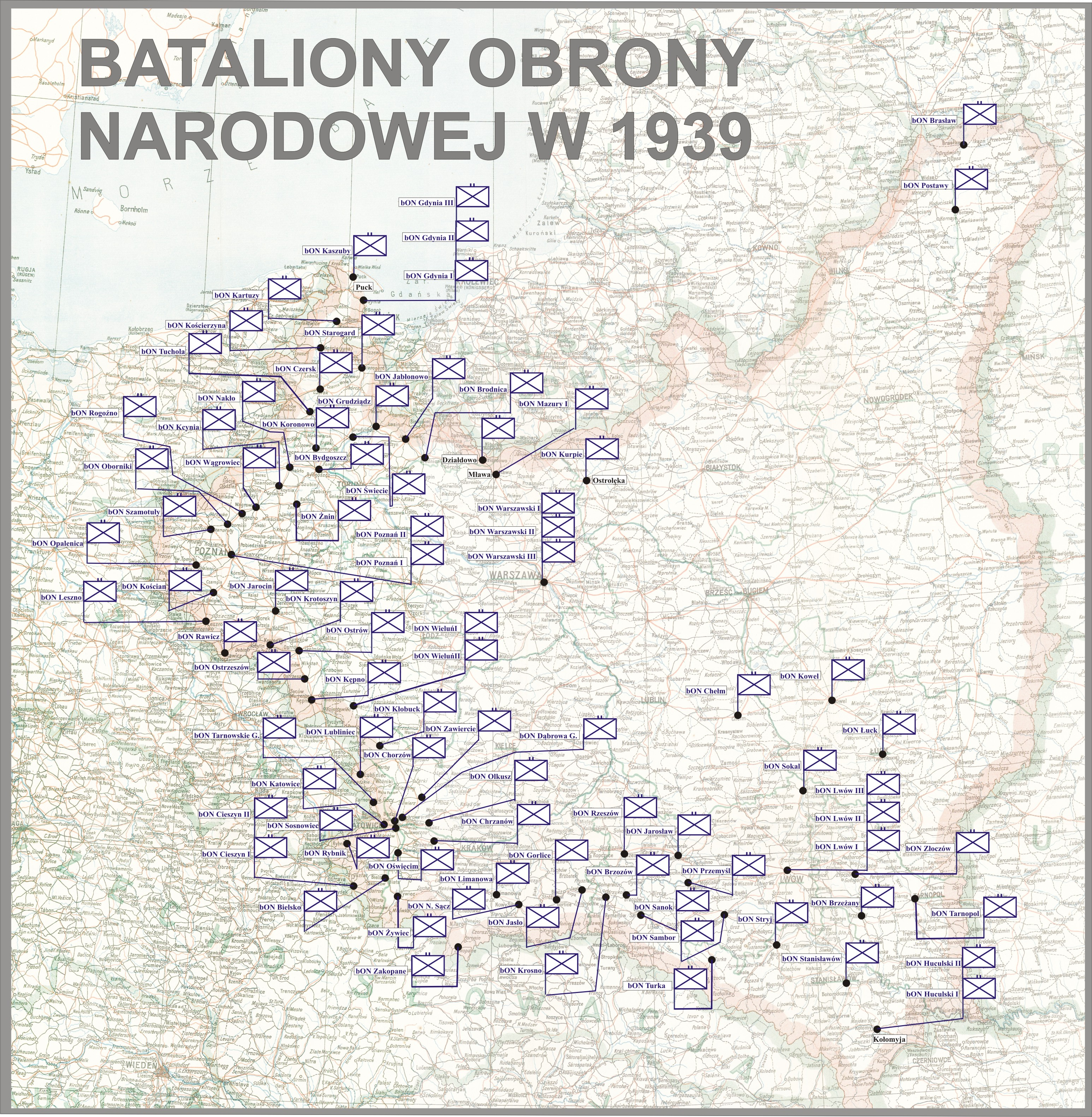
Obrona Narodowa w 1939

Przemyski Batalion Obrony Narodowej (batalion ON „Przemyśl”) – pododdział piechoty Wojska Polskiego II RP.

## Formowanie i zmiany organizacyjne
Pododdział sformowany został w 1937, w Przemyślu, w składzie Podkarpackiej Brygady ON. Wiosną 1939 przeformowany został na etat batalionu ON typ I.
- Dowództwo Przemyskiego batalionu ON
- 1 kompania ON „Przemyśl”
- 2 kompanii ON „Mościska”
- 3 kompanii ON „Dobromil”

Jednostką administracyjną i mobilizującą dla Przemyskiego batalionu ON był 38 pułk piechoty Strzelców Lwowskich w Przemyślu. Od lipca 1939 batalion wraz z macierzystą Podkarpacką Brygadą Obrony Narodowej wszedł w skład formowanego Pododcinka obronnego nr 3 „Sanok”. 27 sierpnia w związku z mobilizacją alarmową Przemyski batalion ON został podporządkowany dowódcy 3 Brygady Górskich Strzelców powstałej z przemianowania pododcinka nr 3. W trakcie mobilizacji pod względem materiałowym uzyskał uzupełnienia z 38 pułku piechoty w Przemyślu. Podczas mobilizacji młodsza kadra dowódcza i młodsi rezerwiści zostali wycofani z batalionu, celem mobilizacji do jednostek liniowych. Uzupełniono batalion ochotnikami od lat 17 po przeszkoleniu w Przysposobieniu Wojskowym i starszymi rezerwistami do lat 42. Część młodszych oficerów i podoficerów zastąpiono starszymi oficerami i podoficerami rezerwy i stanu spoczynku. Batalion etatowo liczył ok. 400 żołnierzy i posiadał broń starego typu francuską w postaci kb i kbk, rkm i ckm.  Do broni francuskiej posiadano niezbyt dużą ilość amunicji, granatów ręcznych wystarczyło dla 50% stanu.
Na podstawie pisma Oddziału I Sztabu Głównego L.333/Tj.38 z kwietnia 1938 Biuro Administracji Armii poleciło Departamentowi Uzbrojenia MSWoj. przydzielenie Przemyskiemu batalionowi ON 375 sztuk karabinów Berthier z 11250 szt. amunicji do nich, 15 sztuk karabinków wz.1891/98/25, 9 sztuk lkm Bergmann wz.1915 i 4500 sztuk amunicji. Miały go otrzymać pierwsze drużyny każdego plutonu i każdej kompanii. Podczas drugiego przydziału tej broni dla formacji Obrony Narodowej w lipcu-sierpniu 1939 batalion otrzymał następne 135 sztuk karabinów Berthier wraz z 4050 szt. amunicji do nich, 12 sztuk lkm Bergmann wz.1915 wraz z 6000 sztuk amunicji do nich. Do końca nie jest pewne ile batalion otrzymał lkm, ile zdał do napraw lub ze względu na zużycie, przed rozpoczęciem działań wojennych. W zamian za przekazane lkm Bergmann wz.1915, batalion otrzymał rkm Chauchat wz.1915 na amunicję produkcji francuskiej. Dodatkowo do batalionu przydzielono nieustaloną bliżej ilość garłaczy karabinowych typu VB, prawdopodobnie jeden na drużynę strzelecką.
Obsada personalna
Obsada personalna batalionu w marcu 1939 roku 
- dowódca batalionu – kpt. piech. Michał Włodzimierz Moroz[b]
- dowódca 1 kompanii ON „Przemyśl” – kpt. piech. Władysław Józef Witrylak[c]
- dowódca 2 kompanii ON „Mościska” – kpt. piech. Tadeusz Józef Gubowski[d] (do 24 V 1939[7])
- dowódca 3 kompanii ON „Dobromil” – kpt. piech. Piotr Płocharz[e]

## Przemyski batalion ON w kampanii wrześniowej

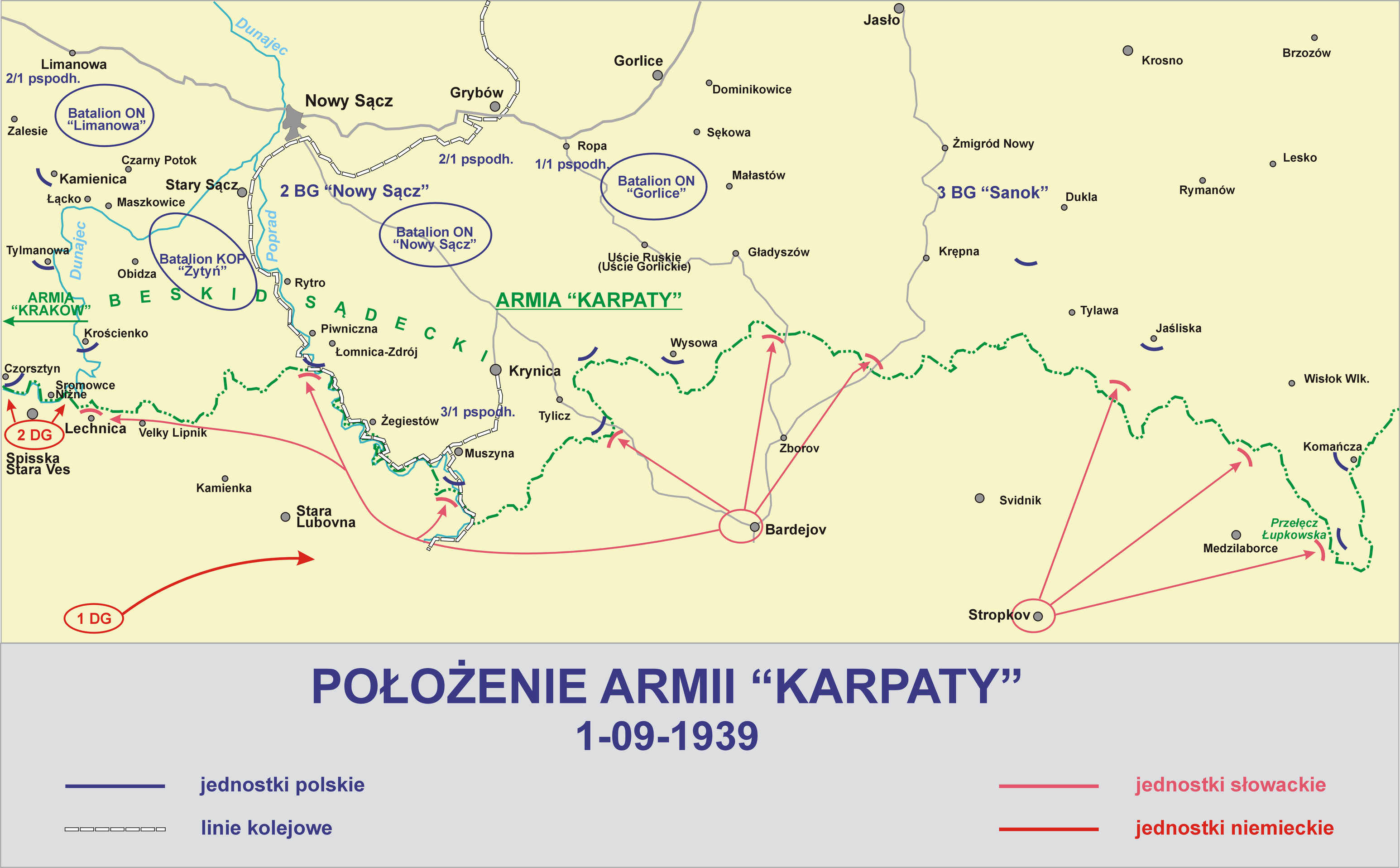
Batalion walczył w składzie armii

21 sierpnia batalion przebywał na obozie ćwiczebnym w Szczawne, gdzie prowadził ćwiczenia i prace fortyfikacyjne. Podlegał dowódcy 2 pułku piechoty KOP „Karpaty” ppłk. Janowi Zachodnemu. W kampanii wrześniowej 1939 walczył w składzie 3 Brygady Górskiej Strzelców, wchodzącej w skład Armii „Karpaty”. 1 września batalion ON „Przemyśl” rozwinął się na stanowiskach obronnych, od rejonu wzgórza 777 Tokarnia, do rejonu Turzańska z wszystkimi trzema kompaniami w I rzucie. Do 8 września prowadzono prace inżynieryjne i fortyfikacyjne na odcinku obrony. 5 września 2 kompania ON „Mościska” otrzymała rozkaz dokonania wypadu na opanowany przez wojska słowackie Nowy Łupków. W trakcie domarszu do wypadu, kompania wpadła w zasadzkę ogniową, skąd wycofała się ze stratą dwóch poległych i trzech rannych. Z uwagi na przełamanie obrony 3 BGS przez niemiecką 1 Dywizję Górską batalion otrzymał rozkaz wycofania się w rejon Tarnawy. Nocą 9/10 września Przemyski batalion ON pod osłoną 1 kompanii „Przemyśl” wycofał się za San na linię Olszanica – Stefkowa.
10 września o godz. 11.00 batalion zajął stanowiska obronne 1 i 2 kompaniami w rejonie Stefkowej, a 3 kompanią w okolicy Ustianowej. Ok. godz. 16.00 pozycje batalionu ON „Przemyśl” zostały zaatakowane od strony Olszanicy, przez niemiecką grupę bojową ze składu 1 DG. O godz. 17.45 pod silnym naporem oddziału niemieckiego kompanie 2 i 3 rozpoczęły odwrót, pod osłoną 1 kompanii. Ok godz. 19.00 cały batalion przeszedł do odwrotu w kierunku Ustrzyk Dolnych. W trakcie odwrotu kompanie utraciły ze sobą kontakt, w ciemnościach nocy 10/11 września zostały ostrzelane przez oddziały niemieckie w rejonie Krościenka co spowodowało ich częściowe rozproszenie. W rejonie Starzawy kpt. Michał Moroz i kpt. Władysław Witrylak zebrali resztki batalionu, skąd pomaszerowano trasą Suszyca Wielka, Bilicz Dolny do Leniny Wielkiej w rejonie Starego Sambora. Następnie osiągnięto miejscowość Wołcza w rejonie Turki nad Stryjem. W Wołczy resztki batalionu weszły w skład, organizowanego z rozbitych batalionów ON, II batalionu pod dowództwem kpt. Władysława Bochenka, improwizowanego 3 pułku strzelców górskich. Tam 3 psg walczył z siłami 57 DP gen. Oskara Blümma pod Starym Samborem. 19 września wraz z 3 psg przekroczono granicę węgierską na Przełęczy Użockiej. Pozostała część batalionu ON „Przemyśl” wycofała się z Krościenka w kierunku Stanisławowa, gdzie 15 września została włączona w skład improwizowanego batalionu ON „Krechowce” ppor. rez. Piotra Nowaka, broniąc rejonu Stanisławowa. 20 września batalion ON „Krechowce” przekroczył granicę węgierską na Przełęczy Tatarskiej i został internowany.

### Obsada personalna we wrześniu 1939
- dowódca – kpt. Michał Włodzimierz Moroz
  - adiutant batalionu – por. rez. Tadeusz Radwański
  - oficer gospodarczy – ppor. rez. Zygmunt Stupnicki
  - oficer płatnik – ppor. rez. Wacław Zbigniew Kraśniański
  - lekarz – ppor. rez. lek. Wilhelm Dywer
  - szef dowództwa batalionu – sierż. Stanisław Wandasiewicz

- pluton karabinów maszynowych
  - dowódca plutonu – ppor. rez. Kazimierz Teofil Kirszak

- 1 kompania ON „Przemyśl”
  - dowódca kompanii – kpt. Władysław Józef Witrylak
    - dowódca I plutonu – por. rez. Piotr Krawiec
    - dowódca II  plutonu – ppor. rez. dr Jan Koprowski
    - dowódca III plutonu – por. rez. Michał Marian Fiałkowski
    - szef kompanii – st. sierż. Łukasz Gondek
    - podoficer gospodarczy – sierż. Ryszard Fedyszyn
    - podoficer broni – plut. Franciszek Kaczmarczyk

- 2 kompania ON „Mościska”
  - dowódca kompanii – por. Stanisław Ferdynand Wiśniowski
    - dowódca I plutonu – ppor. rez. Stanisław Kornacki
    - dowódca II plutonu – ppor. rez. Karol Franciszek Müller
    - dowódca III plutonu – ppor. rez. Adam Michał Bobula
    - szef kompanii – st. sierż. Jan Sienko

- 3 kompania ON „Dobromil”
  - dowódca kompanii – kpt. Piotr Płocharz
    - dowódca I plutonu – ppor. rez. mgr Edward Barański
    - dowódca II plutonu – ppor. rez. Roman Kłodnicki
    - dowódca III plutonu – ppor. rez. Edward Aleksandrowicz
    - szef kompanii – sierż. Marcin Zioło